# Временный резидент
Временный резидент иностранный гражданин или лицо без гражданства — лицо, прибывшее в страну на основании визы или в порядке, не требующем получения визы, и не имеющее разрешения на временное проживание или разрешения на постоянное проживание (вида на жительство).
Для временного пребывания в государстве иностранным гражданам может требоваться получение разрешения на временное пребывание (регистрации). Органами регистрации как правило выступают органы внутренних дел, миграционные службы, органы Министерства иностранных дел, гостиницы, принимающие у себя иностранцев.
Срок временного пребывания как правило не превышает девяноста суток в год со дня въезда в страну.
В РФ новый закон о миграции вступил в силу 1 января 2014 года. Согласно принятому закону, мигранты, прибывшие в порядке безвизового въезда в Россию, могут находиться на территории страны не более 90 дней из 180 без оформления разрешения на временное пребывание (РВП).